# Pallavolo ai I Giochi europei - Torneo femminile
Il torneo femminile di pallavolo ai I Giochi europei si è svolto dal 13 al 27 giugno 2015 a Baku, in Azerbaigian, durante i I Giochi europei: al torneo hanno partecipato dodici squadre nazionali europee e la vittoria finale è andata per la prima volta alla Turchia.

## Impianti
|                                                                      |  |  |
|                                                                      |  |  |
| Baku Crystal Hall Città: Baku Capienza: 25 000 Anno d'apertura: 2012 |  |  |

## Regolamento
Le squadre hanno disputato una prima fase a gironi con formula del girone all'italiana; al termine della prima fase le prime quattro classificate di ogni girone hanno acceduto alla fase finale strutturata in ottavi di finale, quarti di finale, semifinali, finale per il terzo posto e finale.

## Squadre partecipanti
| Squadra     | Qualificazione                       | Ultima partecipazione |
| ----------- | ------------------------------------ | --------------------- |
| Azerbaigian | Paese organizzatore                  | Debutto               |
| Croazia     | 9ª nel ranking CEV                   | Debutto               |
| Belgio      | 8ª nel ranking CEV                   | Debutto               |
| Bulgaria    | 1ª nel ranking CEV (European League) | Debutto               |
| Germania    | 5ª nel ranking CEV                   | Debutto               |
| Italia      | 3ª nel ranking CEV                   | Debutto               |
| Paesi Bassi | 6ª nel ranking CEV                   | Debutto               |
| Polonia     | 7ª nel ranking CEV                   | Debutto               |
| Romania     | 2ª nel ranking CEV (European League) | Debutto               |
| Russia      | 1ª nel ranking CEV                   | Debutto               |
| Serbia      | 2ª nel ranking CEV                   | Debutto               |
| Turchia     | 4ª nel ranking CEV                   | Debutto               |

## Torneo

### Fase a gironi
| Girone A    | Girone B    |
| ----------- | ----------- |
| Azerbaigian | Bulgaria    |
| Belgio      | Croazia     |
| Italia      | Germania    |
| Polonia     | Paesi Bassi |
| Romania     | Russia      |
| Turchia     | Serbia      |

#### Girone A

##### Risultati
| 13 giugno 2015 Baku Crystal Hall, Baku Durata: 1h:34 - Spettatori: 1 100 | Italia      | 3 - 0 | Belgio      | 25-22, 25-20, 25-20               |
| 13 giugno 2015 Baku Crystal Hall, Baku Durata: 1h:51 - Spettatori: 2 000 | Azerbaigian | 3 - 1 | Romania     | 25-20, 25-18, 27-29, 25-15        |
| 13 giugno 2015 Baku Crystal Hall, Baku Durata: 2h:14 - Spettatori: 700   | Polonia     | 3 - 2 | Turchia     | 18-25, 26-24, 18-25, 25-17, 15-11 |
| 15 giugno 2015 Baku Crystal Hall, Baku Durata: 1h:13 - Spettatori: 1 800 | Turchia     | 3 - 0 | Italia      | 25-16, 25-10, 25-17               |
| 15 giugno 2015 Baku Crystal Hall, Baku Durata: 1h:31 - Spettatori: 250   | Romania     | 0 - 3 | Belgio      | 21-25, 21-25, 23-25               |
| 15 giugno 2015 Baku Crystal Hall, Baku Durata: 1h:33 - Spettatori: 3 500 | Azerbaigian | 3 - 0 | Polonia     | 28-26, 25-16, 25-23               |
| 17 giugno 2015 Baku Crystal Hall, Baku Durata: 1h:21 - Spettatori: 1 000 | Polonia     | 3 - 0 | Romania     | 25-23, 25-15, 25-16               |
| 17 giugno 2015 Baku Crystal Hall, Baku Durata: 2h:02 - Spettatori: 3 500 | Italia      | 1 - 3 | Azerbaigian | 22-25, 20-25, 25-22, 22-25        |
| 17 giugno 2015 Baku Crystal Hall, Baku Durata: 1h:16 - Spettatori: 2 200 | Belgio      | 0 - 3 | Turchia     | 16-25, 15-25, 18-25               |
| 19 giugno 2015 Baku Crystal Hall, Baku Durata: 1h:23 - Spettatori: 2 000 | Romania     | 0 - 3 | Turchia     | 16-25, 22-25, 19-25               |
| 19 giugno 2015 Baku Crystal Hall, Baku Durata: 1h:26 - Spettatori: 450   | Polonia     | 3 - 0 | Italia      | 25-17, 25-18, 25-23               |
| 19 giugno 2015 Baku Crystal Hall, Baku Durata: 2h:16 - Spettatori: 4 300 | Azerbaigian | 3 - 2 | Belgio      | 25-21, 22-25, 25-20, 21-25, 15-6  |
| 21 giugno 2015 Baku Crystal Hall, Baku Durata: 2h:26 - Spettatori: 2 550 | Belgio      | 3 - 2 | Polonia     | 25-22, 21-25, 23-25, 25-22, 16-14 |
| 21 giugno 2015 Baku Crystal Hall, Baku Durata: 1h:22 - Spettatori: 2 100 | Italia      | 0 - 3 | Romania     | 23-25, 16-25, 21-25               |
| 21 giugno 2015 Baku Crystal Hall, Baku Durata: 1h:37 - Spettatori: 4 000 | Turchia     | 3 - 0 | Azerbaigian | 25-23, 26-24, 25-21               |

##### Classifica
| Pos | Squadra     | Pt | G | V | P | SV | SP | Ratio | PF  | PS  | Ratio |
| --- | ----------- | -- | - | - | - | -- | -- | ----- | --- | --- | ----- |
| 1   | Turchia     | 13 | 5 | 4 | 1 | 14 | 3  | 4.666 | 403 | 319 | 1.263 |
| 2   | Azerbaigian | 11 | 5 | 4 | 1 | 12 | 7  | 1.714 | 453 | 409 | 1.107 |
| 3   | Polonia     | 9  | 5 | 3 | 2 | 11 | 8  | 1.375 | 425 | 402 | 1.057 |
| 4   | Belgio      | 6  | 5 | 2 | 3 | 8  | 11 | 0.727 | 393 | 431 | 0.911 |
| 5   | Romania     | 3  | 5 | 1 | 4 | 4  | 12 | 0.333 | 333 | 387 | 0.860 |
| 6   | Italia      | 3  | 5 | 1 | 4 | 4  | 12 | 0.333 | 325 | 384 | 0.846 |

#### Girone B

##### Risultati
| 13 giugno 2015 Baku Crystal Hall, Baku Durata: 1h:21 - Spettatori: 1 500 | Serbia      | 3 - 0 | Croazia     | 25-15, 25-17, 25-17               |
| 13 giugno 2015 Baku Crystal Hall, Baku Durata: 2h:15 - Spettatori: 2 200 | Germania    | 3 - 2 | Bulgaria    | 25-22, 24-26, 10-25, 28-26, 15-10 |
| 13 giugno 2015 Baku Crystal Hall, Baku Durata: 2h:18 - Spettatori: 2 500 | Paesi Bassi | 3 - 1 | Russia      | 25-19, 21-25, 25-22, 25-21        |
| 15 giugno 2015 Baku Crystal Hall, Baku Durata: 1h:32 - Spettatori: 1 800 | Bulgaria    | 3 - 0 | Russia      | 25-15, 25-22, 25-22               |
| 15 giugno 2015 Baku Crystal Hall, Baku Durata: 1h:56 - Spettatori: 2 300 | Croazia     | 1 - 3 | Paesi Bassi | 23-25, 17-25, 25-17, 21-25        |
| 15 giugno 2015 Baku Crystal Hall, Baku Durata: 2h:01 - Spettatori: 2 300 | Germania    | 1 - 3 | Serbia      | 24-26, 25-18, 15-25, 22-25        |
| 17 giugno 2015 Baku Crystal Hall, Baku Durata: 1h:24 - Spettatori: 1 550 | Paesi Bassi | 0 - 3 | Germania    | 13-25, 23-25, 22-25               |
| 17 giugno 2015 Baku Crystal Hall, Baku Durata: 1h:24 - Spettatori: 2 700 | Serbia      | 3 - 0 | Bulgaria    | 27-25, 25-12, 25-18               |
| 17 giugno 2015 Baku Crystal Hall, Baku Durata: 1h:40 - Spettatori: 300   | Russia      | 3 - 0 | Croazia     | 25-22, 25-19, 26-24               |
| 19 giugno 2015 Baku Crystal Hall, Baku Durata: 2h:02 - Spettatori: 1 300 | Bulgaria    | 1 - 3 | Croazia     | 23-25, 23-25, 25-15, 23-25        |
| 19 giugno 2015 Baku Crystal Hall, Baku Durata: 2h:22 - Spettatori: 2 400 | Serbia      | 2 - 3 | Paesi Bassi | 25-22, 22-25, 28-26, 16-25, 9-15  |
| 19 giugno 2015 Baku Crystal Hall, Baku Durata: 2h:26 - Spettatori: 210   | Germania    | 2 - 3 | Russia      | 26-24, 9-25, 20-25, 25-22, 10-15  |
| 21 giugno 2015 Baku Crystal Hall, Baku Durata: 1h:25 - Spettatori: 500   | Paesi Bassi | 3 - 0 | Bulgaria    | 25-20, 25-18, 25-19               |
| 21 giugno 2015 Baku Crystal Hall, Baku Durata: 1h:21 - Spettatori: 1 700 | Croazia     | 0 - 3 | Germania    | 21-25, 22-25, 19-25               |
| 21 giugno 2015 Baku Crystal Hall, Baku Durata: 1h:25 - Spettatori: 400   | Russia      | 0 - 3 | Serbia      | 28-30, 14-25, 16-25               |

##### Classifica
| Pos | Squadra     | Pt | G | V | P | SV | SP | Ratio | PF  | PS  | Ratio |
| --- | ----------- | -- | - | - | - | -- | -- | ----- | --- | --- | ----- |
| 1   | Serbia      | 13 | 5 | 4 | 1 | 14 | 4  | 3.500 | 426 | 359 | 1.186 |
| 2   | Paesi Bassi | 11 | 5 | 4 | 1 | 12 | 7  | 1.714 | 432 | 405 | 1.066 |
| 3   | Germania    | 9  | 5 | 3 | 2 | 12 | 8  | 1.500 | 428 | 434 | 0.986 |
| 4   | Russia      | 5  | 5 | 2 | 3 | 7  | 11 | 0.636 | 392 | 406 | 0.965 |
| 5   | Bulgaria    | 4  | 5 | 1 | 4 | 6  | 12 | 0.500 | 390 | 404 | 0.965 |
| 6   | Croazia     | 3  | 5 | 1 | 4 | 4  | 13 | 0.307 | 352 | 412 | 0.854 |

### Fase finale
|  | Quarti      | Quarti      |         |             | Semifinali         | Semifinali         |  |  | Finale 1º/2º posto | Finale 1º/2º posto |
|  |             |             |         |             |                    |                    |  |  |                    |                    |
|  |             |             |         |             |                    |                    |  |  |                    |                    |
|  |             |             |         |             |                    |                    |  |  |                    |                    |
|  | Polonia     | 3           |         |             |                    |                    |  |  |                    |                    |
|  | Polonia     | 3           |         |             |                    |                    |  |  |                    |                    |
|  | Germania    | 2           |         |             |                    |                    |  |  |                    |                    |
|  | Germania    | 2           | Polonia | 3           |                    |                    |  |  |                    |                    |
|  |             |             | Polonia | 3           |                    |                    |  |  |                    |                    |
|  |             | Serbia      | 2       |             |                    |                    |  |  |                    |                    |
|  | Belgio      | Serbia      | 2       | 2           |                    |                    |  |  |                    |                    |
|  | Belgio      |             |         | 2           |                    |                    |  |  |                    |                    |
|  | Serbia      | 3           |         |             |                    |                    |  |  |                    |                    |
|  | Serbia      | 3           | Polonia | 0           |                    |                    |  |  |                    |                    |
|  |             |             | Polonia | 0           |                    |                    |  |  |                    |                    |
|  |             | Turchia     | 3       |             |                    |                    |  |  |                    |                    |
|  | Turchia     | Turchia     | 3       | 3           |                    |                    |  |  |                    |                    |
|  | Turchia     |             |         | 3           |                    |                    |  |  |                    |                    |
|  | Russia      | 1           |         |             |                    |                    |  |  |                    |                    |
|  | Russia      | 1           | Turchia | 3           | Finale 3º/4º posto | Finale 3º/4º posto |  |  |                    |                    |
|  |             |             | Turchia | 3           | Finale 3º/4º posto | Finale 3º/4º posto |  |  |                    |                    |
|  |             | Azerbaigian | 2       |             |                    |                    |  |  |                    |                    |
|  | Azerbaigian | Azerbaigian | 2       | 3           | Serbia             | 3                  |  |  |                    |                    |
|  | Azerbaigian |             |         | 3           | Serbia             | 3                  |  |  |                    |                    |
|  | Paesi Bassi | 0           |         | Azerbaigian | 2                  |                    |  |  |                    |                    |
|  | Paesi Bassi | 0           |         |             | 2                  |                    |  |  |                    |                    |
|  |             |             |         |             |                    |                    |  |  |                    |                    |
|  |             |             |         |             |                    |                    |  |  |                    |                    |

#### Quarti di finale
| 23 giugno 2015 Baku Crystal Hall, Baku Durata: 1h:12 - Spettatori: 3 000 | Polonia     | 3 - 2 | Germania    | 25-23, 25-17, 18-25, 14-25, 15-10 |
| 23 giugno 2015 Baku Crystal Hall, Baku Durata: 2h:35 - Spettatori: 800   | Belgio      | 2 - 3 | Serbia      | 22-25, 25-19, 14-25, 25-21, 17-19 |
| 23 giugno 2015 Baku Crystal Hall, Baku Durata: 2h:04 - Spettatori: 2 300 | Turchia     | 3 - 1 | Russia      | 25-18, 23-25, 25-22, 25-19        |
| 23 giugno 2015 Baku Crystal Hall, Baku Durata: 1h:26 - Spettatori: 4 000 | Azerbaigian | 3 - 0 | Paesi Bassi | 25-21, 25-23, 25-14               |

#### Semifinali
| 25 giugno 2015 Baku Crystal Hall, Baku Durata: 2h:20 - Spettatori: 3 400 | Polonia | 3 - 2 | Serbia      | 25-23, 20-25, 25-19, 22-25, 15-12 |
| 25 giugno 2015 Baku Crystal Hall, Baku Durata: 2h:11 - Spettatori: 4 500 | Turchia | 3 - 2 | Azerbaigian | 25-21, 23-25, 25-19, 23-25, 15-11 |

#### Finale 3º posto
| 27 giugno 2015 Baku Crystal Hall, Baku Durata: 2h:02 - Spettatori: 3 200 | Serbia | 3 - 2 | Azerbaigian | 21-25, 25-19, 17-25, 25-14, 15-9 |

#### Finale
| 27 giugno 2015 Baku Crystal Hall, Baku Durata: 1h:08 - Spettatori: 3 500 | Polonia | 0 - 3 | Turchia | 11-25, 19-25, 13-25 |

## Podio

### Campione
Formazione: 2 Merve Dalbeler, 3 Gizem Güreşen, 4 Dicle Babat, 5 Kübra Akman, 6 Polen Uslupehlivan, 7 Seda Tokatlıoğlu, 9 Büşra Cansu, 10 Güldeniz Önal, 11 Naz Aydemir, 13 Neriman Özsoy, 14 Gözde Yılmaz, 16 Meliha İsmailoğlu, 18 Aslı Kalaç, 20 Çağla Akın, CT: Ferhat Akbaş

### Secondo posto
Formazione: 1 Anna Barańska, 2 Maja Tokarska, 4 Izabela Bełcik, 5 Agnieszka Kąkolewska, 6 Agnieszka Bednarek, 7 Anna Podolec, 8 Katarzyna Zaroślińska, 9 Agata Sawicka, 11 Sylwia Pycia, 12 Daria Paszek, 13 Agata Durajczyk, 14 Joanna Wołosz, 15 Natalia Kurnikowska, 17 Katarzyna Skowrońska, CT: Jacek Nawrocki

### Terzo posto
Formazione: 1 Maja Savić, 2 Marta Drpa, 4 Bojana Živković, 5 Mina Popović, 6 Tijana Malešević, 7 Brižitka Molnar, 9 Brankica Mihajlović, 12 Jelena Nikolić, 13 Ana Bjelica, 15 Jovana Stevanović, 16 Milena Rašić, 17 Silvija Popović, 20 Slađana Mirković, 21 Bianka Buša, CT: Zoran Terzić

## Classifica finale
| Pos | Squadre     |
| --- | ----------- |
|     | Turchia     |
|     | Polonia     |
|     | Serbia      |
| 4   | Azerbaigian |
| 5   | Belgio      |
| 5   | Germania    |
| 5   | Paesi Bassi |
| 5   | Russia      |
| 9   | Bulgaria    |
| 9   | Romania     |
| 11  | Croazia     |
| 11  | Italia      |